# Desa Pucangro (administrativ by i Indonesien, lat -7,04, long 112,35)
Desa Pucangro är en administrativ by i Indonesien.   Den ligger i provinsen Jawa Timur, i den västra delen av landet, 600 km öster om huvudstaden Jakarta.